# Liste der Baudenkmale in Potsdam/Y
Dieser Teil der Liste beinhaltet die Denkmale in Potsdam, die sich in Straßen befinden, die mit Y beginnen.  Der Stand der Liste ist der 31. Dezember 2020.

## Legende
In den Spalten befinden sich folgende Informationen:
- ID-Nr.: Die Nummer wird vom Brandenburgischen Landesamt für Denkmalpflege vergeben. Ein Link hinter der Nummer führt zum Eintrag über das Denkmal in der Denkmaldatenbank. In dieser Spalte kann sich zusätzlich das Wort Wikidata befinden, der entsprechende Link führt zu Angaben zu diesem Denkmal bei Wikidata.
- Lage: die Adresse des Denkmales und die geographischen Koordinaten. Link zu einem Kartenansichtstool, um Koordinaten zu setzen. In der Kartenansicht sind Denkmale ohne Koordinaten mit einem roten beziehungsweise orangen Marker dargestellt und können in der Karte gesetzt werden. Denkmale ohne Bild sind mit einem blauen bzw. roten Marker gekennzeichnet, Denkmale mit Bild mit einem grünen beziehungsweise orangen Marker.
- Bezeichnung: Bezeichnung in den offiziellen Listen des Brandenburgischen Landesamtes für Denkmalpflege. Ein Link hinter der Bezeichnung führt zum Wikipedia-Artikel über das Denkmal.
- Beschreibung: die Beschreibung des Denkmales
- Bild: ein Bild des Denkmales und gegebenenfalls einen Link zu weiteren Fotos des Baudenkmals im Medienarchiv Wikimedia Commons

## Baudenkmale
| ID-Nr.   | Lage                                               | Bezeichnung                                                                | Beschreibung | Bild                                                                       |
| -------- | -------------------------------------------------- | -------------------------------------------------------------------------- | --- | -------------------------------------------------------------------------- |
| 09155208 | Nördliche Innenstadt Yorckstraße 2 (Lage)          | Bürgerliches Wohnhaus                                                      | Das ehemalige Wohnhaus des Kaufmanns Giovanni Battista Torchiana entstand 1783 bis 1784 nach dem Entwurf des Baumeisters Georg Christian Unger. Die Attika schmückten ursprünglich Puttengruppen mit Attributen des Kaufmannsstandes, die auf die Tätigkeit des Eigentümers hinwiesen. | Bürgerliches Wohnhaus                                                      |
| 09155209 | Nördliche Innenstadt Yorckstraße 3, 4 (Lage)       | Bürgerliche Wohnhäuser, „Happe-Röhrichtsche Häuser“                        | Die 1822 bis 1823 gebauten Häuser erhielten ihre Bezeichnung nach den ersten Bewohnern Happe und Röhricht. Der Baumeister war wahrscheinlich Christian Heinrich Ziller. | Bürgerliche Wohnhäuser, „Happe-Röhrichtsche Häuser“                        |
| 09155210 | Nördliche Innenstadt Yorckstraße 5 (Lage)          | Bürgerliches Wohnhaus                                                      | Das zwischen 1722 und 1728 nach Entwürfen des Hofbaumeisters Pierre de Gayette (zugeschrieben) errichtete Wohnhaus wurde Ende des Zweiten Weltkriegs zerstört und 1956/57 unter denkmalpflegerischen Gesichtspunkten rekonstruiert. | Bürgerliches Wohnhaus                                                      |
| 09155211 | Nördliche Innenstadt Yorckstraße 6 (Lage)          | Bürgerliches Wohnhaus                                                      | Um 1728 nach Entwürfen des Hofbaumeisters Pierre de Gayette errichtetes Wohnhaus. Die ehemalige Toreinfahrt zwischen den Häusern 6 und 7 wurde Anfang des 19. Jahrhunderts überbaut und diesem Haus als achte Achse angefügt. | Bürgerliches Wohnhaus                                                      |
| 09155212 | Nördliche Innenstadt Yorckstraße 7, 8 (Lage)       | Bürgerliches Wohnhaus mit Kaserne, Geburtshaus E. Haeckels mit Gedenktafel | Die Häuser entstanden zwischen 1722 und 1728 nach Entwürfen des Hofbaumeisters Pierre de Gayette. Im Haus Nr. 7 wurde 1834 der Naturforscher Ernst Haeckel geboren. Das Haus Nr. 8 diente im 18. Jahrhundert der Unterbringung von Soldaten. Es ist im 19. Jahrhundert aufgestockt und stark verändert worden. | Bürgerliches Wohnhaus mit Kaserne, Geburtshaus E. Haeckels mit Gedenktafel |
| 09156309 | Nördliche Innenstadt Yorckstraße 9 (Lage)          | Bürgerliches Wohnhaus, Kaserne, aufgestockt                                | Baujahr: Baumeister: Das Haus wurde Ende des Zweiten Weltkriegs zerstört und in den 1950er Jahren unter denkmalpflegerischen Gesichtspunkten wieder aufgebaut. | Bürgerliches Wohnhaus, Kaserne, aufgestockt                                |
| 09157158 | Nördliche Innenstadt Yorckstraße 10/11 (Lage)      | Mietwohnhaus                                                               | Baujahr: Baumeister: Das Haus wurde Ende des Zweiten Weltkriegs zerstört und in den 1950er Jahren unter denkmalpflegerischen Gesichtspunkten wieder aufgebaut. | Mietwohnhaus                                                               |
| 09156279 | Nördliche Innenstadt Yorckstraße 12 (Lage)         | Bürgerliches Wohnhaus, aufgestockt                                         | Baujahr: Baumeister: Das Haus wurde Ende des Zweiten Weltkriegs zerstört und in den 1950er Jahren unter denkmalpflegerischen Gesichtspunkten verändert wieder aufgebaut. | Bürgerliches Wohnhaus, aufgestockt                                         |
| 09156280 | Nördliche Innenstadt Yorckstraße 13 (Lage)         | Bürgerliches Wohnhaus, aufgestockt                                         | Baujahr: Baumeister: Das Haus wurde Ende des Zweiten Weltkriegs zerstört und in den 1950er Jahren unter denkmalpflegerischen Gesichtspunkten verändert wieder aufgebaut. | Bürgerliches Wohnhaus, aufgestockt                                         |
| 09157235 | Nördliche Innenstadt Yorckstraße 15/16 (Lage)      | Mietwohnhaus                                                               | | Mietwohnhaus                                                               |
| 09155213 | Nördliche Innenstadt Yorckstraße 18, 19, 20 (Lage) | Oberrechnungskammer                                                        | Das sogenannte „Brockes'sche Haus“, auch „Brockes'sches Palais“, wurde 1776 nach dem Entwurf von Carl von Gontard für den Glasschleifer Johann Christoph Brockes errichtet. Als Vorbild dienten französische Schlossbauten des 17. Jahrhunderts. Ab 1817 Nutzung durch die Oberrechnungskammer, nach dem Zweiten Weltkrieg durch das Fernmeldeamt der Deutschen Post und 1989 bis 2007 durch die Deutsche Telekom. | Oberrechnungskammer                                                        |